# Emmanuèle Bernheim
Emmanuèle Bernheim (Boulogne-Billancourt, 13 dicembre 1955 – Parigi, 10 maggio 2017) è stata una scrittrice e sceneggiatrice francese, vicina in questo primo ambito all'école du regard.
Nel 1993 ha ricevuto il prix Médicis per il romanzo Sua moglie. È stata dal 1987 fino alla propria morte, avvenuta per un cancro ai polmoni, la compagna del critico Serge Toubiana.

## Opere
- (FR) Le Cran d'arrêt, Parigi, Denoël, 1985, ISBN 2-207-23131-3.
  -  Il coltello a serramanico, traduzione di Sandra Petrignani, Roma, Theoria, 1989, ISBN 978-8824101493.
- (FR) Un couple, Parigi, Gallimard, 1987, ISBN 2-07-071257-5.
  -  Una coppia, traduzione di Sandra Petrignani, Roma, Theoria, 1989, ISBN 978-8824101509.
- (FR) Sa femme, Parigi, Gallimard, 1993, ISBN 2-07-073588-5.
  -  Sua moglie, traduzione di Dianella Selvatico Estense, Segrate, Rizzoli, 1994, ISBN 978-8817670029.
- (FR) Vendredi soir, Parigi, Gallimard, 1998, ISBN 2-07-075087-6.
  -  Quel venerdì sera, traduzione di Anna Bucarelli e Lucia Olivieri, Segrate, Rizzoli, 1999, ISBN 978-8817860543.
- (FR) Stallone, Parigi, Gallimard, 2002, ISBN 2-07-076583-0.
- (FR) Tout s'est bien passé, Parigi, Gallimard, 2013, ISBN 978-2-07-012434-3.
  -  È andato tutto bene, traduzione di Margherita Botto, Segrate, Einaudi, 2015, ISBN 978-8806217341.

## Filmografia da sceneggiatrice
- Sotto la sabbia (Sous le sable), regia di François Ozon (2000)
- Vendredi Soir, regia di Claire Denis (2002)
- Swimming Pool, regia di François Ozon (2003)
- CinquePerDue - Frammenti di vita amorosa (5×2), regia di François Ozon (2004)
- Ricky - Una storia d'amore e libertà (Ricky), regia di François Ozon (2009)
- L'amante inglese (Partir), regia di Catherine Corsini (2009)